# Michael Jackson (scrittore)
Michael Jackson (Wheterby, 27 marzo 1942 – Londra, 30 agosto 2007) è stato uno scrittore inglese, autore di svariati libri sulla birra e il whisky.

## Carriera
Michael Jackson è noto in Nord America per la trasmissione The Beer Hunter. È apparso in Late Night with Conan O'Brien e in Late Show with David Letterman. Nel 1977 ha pubblicato il libro The World Guide To Beer.
Nel dicembre 2006 si è venuto a sapere che Michael Jackson era affetto dalla Malattia di Parkinson da almeno 10 anni.

## Opere
- Jackson, Michael; Lucas, Sharon (ed.) (1999). Michael Jackson's complete guide to Single Malt Scotch (fourth ed.). Philadelphia, Pennsylvania:  Running Press Book Publishers.  ISBN 0-7624-0731-X
- Jackson, Michael; Lucas, Sharon (ed.) (2000). Michael Jackson's Great Beer Guide. DK ADULT. ISBN 0-7894-5156-5
- Jackson, Michael. Michael Jackson's Great Beers of Belgium ISBN 0-7624-0403-5
- Jackson, Michael. Michael Jackson's Beer Companion ISBN 0-7624-0772-7